# Gmina Emmet (hrabstwo Emmet)

Położenie Gminy Emmet w hrabstwie Emmet

Gmina Emmet (ang. Emmet Township) – gmina w USA, w stanie Iowa, w hrabstwie Emmet. Według danych z 2000 roku gmina miała 178 mieszkańców, a jej powierzchnia wynosi 73,6 km².